# Subprefectura de Ojotsk

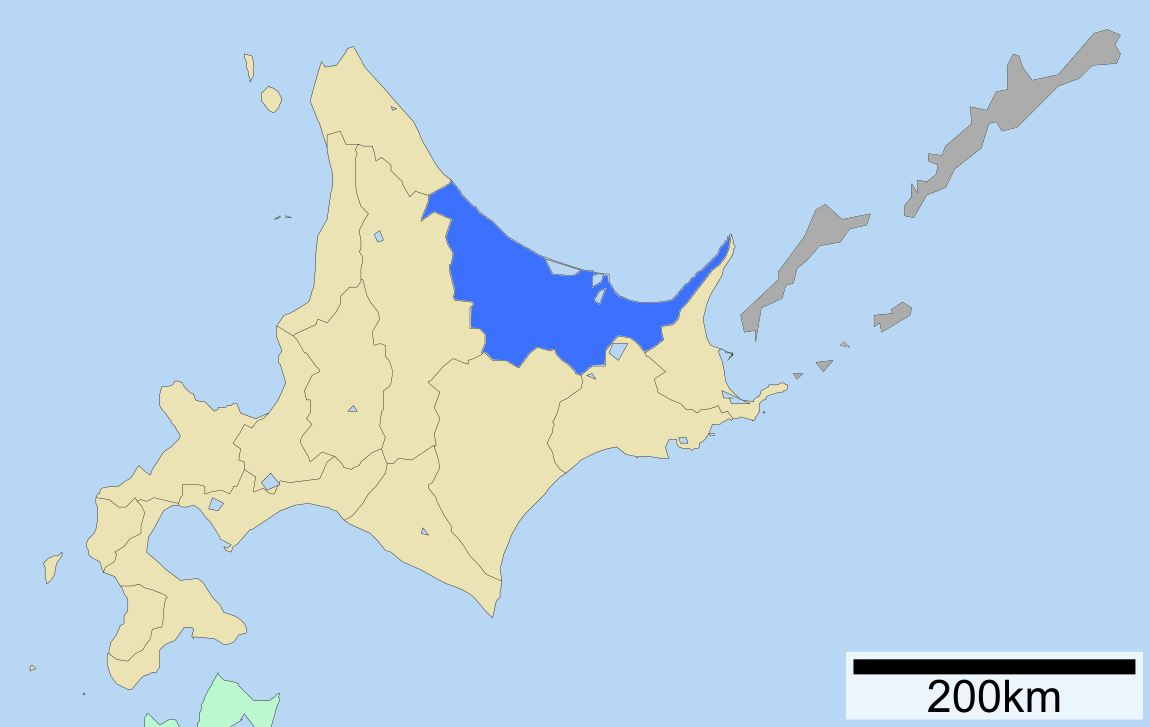
Subprefectura de Ojotsk en Hokkaidō.

Ojotsk (en japonés: オホーツク総合振興局 Ohōtsuku-sōgō-shinkō-kyoku?, en ruso: Охотск) es una subprefectura de Hokkaidō, Japón.  En 2004 tenía una población estimada de 309 487 y una área de 10 690.09 km².

## Ciudades
- Abashiri (capital)
- Kitami
- Monbetsu